# Davit Tjakvetadze
Davit Gotjajevitj Tjakvetadze (ryska: Давит Гочаевич Чакветадзе; georgiska: დავით ჩაკვეტაძე: Davit Tjakvetadze), född 18 oktober 1992 i Kutaisi i Georgien, är en rysk brottare som vann guld i 85 kg grekisk-romersk vid Olympiska sommarspelen 2016.